# شیخ‌لی (فضولی)
شیخ‌لی (ترکی آذربایجانی: Şıxlı) یک منطقهٔ مسکونی در جمهوری آرتساخ است که در استان هادروت واقع شده‌است.